# Шлино
Шли́но — озеро на границе Тверской и Новгородской области России, в бассейне Мсты. Площадь — 34 км², высота над уровнем моря — 199 метра. Происхождение озера моренно-подпрудное. Его северная треть относится к Валдайскому району Новгородской области, южная часть расположена в Фировском районе Тверской области.

## Общие сведения
Озеро имеет овальную форму, слегка вытянуто с севера на юг. Линия берега очень изрезанная, многочисленны узкие заливы и мысы. В западной части Шлино соединено узкой протокой с озером Старожил. В 6 километрах на север находится озеро Березай (со Шлино оно не соединяется, сток из него через реку Березайка). Берега озера сухие, высокие и живописные. Северный, восточный и частично южный берег озера хорошо освоены, на берегах несколько деревень. Западная и юго-западная часть побережья слабо освоена и труднодоступна.
В озеро впадает несколько небольших речек, наиболее крупные — Либья (впадает в узкий и длинный западный залив), Кова и Рабежа (впадают в южную часть озера). В северо-восточной части озера находится исток Шлины. Либья в верховьях соединена искусственным каналом с озером Вельё, принадлежащим к бассейну Полы.
В районе озера Шлино открыто около 60 стоянок эпохи неолита. Озеро предложено к охране со статусом государственного природного заказника с целью сохранения многочисленных родников и редких для региона растительных сообществ.

## Название
Гидроним балтийского происхождения («глинистое»), ср. лит. šlynas «тяжёлая светло-синяя глина».

## Фауна
В озере водятся следующие породы рыб: щука, карась, плотва, окунь, ёрш, налим, судак, краснопёрка, лещ, язь, уклейка.

## Острова
На озере Шлино несколько островов общей площадью 0,4 км², самые крупные — Большой, Судачин, Лигоново.

## Населённые пункты
По периметру озера располагаются следующие населённые пункты (деревни):
- Красилово, Новинка, Комкино, Софиевка, Речка, Каменка, Кузнецово, Плав, Яблонька, Семёнова Гора.